# دوران نوسنگی
| تقسیم‌بندی سه‌گانه اعصار |                         |           |          |
| عصر تاریخی             |                         |           |          |
| دوره لا تن             | دوره لا تن              |           | نیاتاریخ |
| دوره هالشتات           |                         |           | نیاتاریخ |
| عصر آهن                |                         |           | نیاتاریخ |
| پسین                   |                         |           | نیاتاریخ |
| میانه                  |                         |           | نیاتاریخ |
| پیشین                  |                         |           | نیاتاریخ |
| عصر برنز               |                         |           | نیاتاریخ |
| دوران نوسنگی           | عصر مس                  |           | نیاتاریخ |
| دوران نوسنگی           | نوسنگی با سفال          | پیشاتاریخ |          |
| دوران نوسنگی           | نوسنگی پیش از سفال ب    | پیشاتاریخ |          |
| دوران نوسنگی           | نوسنگی پیش از سفال آ    | پیشاتاریخ |          |
| میان‌سنگی               | میان‌سنگی، فراپارینه‌سنگی | پیشاتاریخ |          |
| پارینه‌سنگی             | پسین                    | پیشاتاریخ |          |
| پارینه‌سنگی             | میانه                   | پیشاتاریخ |          |
| پارینه‌سنگی             | پیشین                   | پیشاتاریخ |          |
| عصر سنگ                |                         | پیشاتاریخ |          |

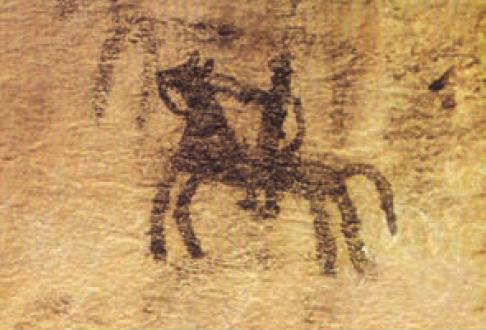
دیوارنگاری غار دوشه، کوهدشت لرستان، حدود هزارهٔ هشتم پ.م.

دوران نوسنگی یا عصر حجر متأخر یا نخستین انقلاب کشاورزی دوره‌ای از عصر سنگ است که با انقلاب نوسنگی آغاز و به دو دوره تقسیم می‌شود:
1. نوسنگی پیش‌ازسفال (که خود به نوسنگی پیش از سفال آ و نوسنگی پیش از سفال ب تقسیم می‌شود)
2. نوسنگی با سفال

انقلاب نوسنگی نامی که بر اتخاذ «یک‌جانشینی» و «اهلی کردن»    (کشاورزی و دامداری) از سوی جوامعی که پیش از آن شکارچی گردآورنده بودند گذارده می‌شود. در این دوران، در برخی نواحی جنوب غرب آسیا (خاورمیانه)، انسان از مرحلهٔ جمع‌آوری و شکار به مرحلهٔ کشت و اهلی کردن برخی حیوانات مثل بز و گوسفند و همچنین سگ، انتقال یافت. باستان‌شناسان آغاز این دوره را در حدود ۱۱٬۰۰۰ سال پیش در سرزمین شام دانسته‌اند. دوران نوسنگی با آغاز دوران مس‌سنگی (آخرین دورهٔ عصر حجر) در حدود ۴٬۵۰۰ پ.م. (۶٬۵۰۰ سال پیش) به پایان رسید.

## سبب وقوع و اهمیت
در مورد سببِ وقوعِ انقلاب نوسنگی بین محققان اتفاق نظری وجود ندارد،
ولی بیشتر آرای مربوط به آن را می‌توان در دو مدل کلیِ دافعه (اینکه شکارچی-گردآورنده‌ها به واسطه تغییرات آب‌وهوایی یا فشارِ جمعیت مجبور به یکجانشینی شده‌اند) یا جاذبه (یکجانشینی به دلیل منافعِ اقتصادی کشاورزی و میل به کاهش ریسک و افزایش ثروت صورت گرفته‌است) رده‌بندی کرد. برخی محققان نیز بر این باورند که مهمترین عامل انقلاب نوسنگی تغییر در فرهنگ مادی به ویژه فناوری برش سنگ است.
وجود شواهدی مبنی بر شکل‌گیری روستاها پیش از انقلاب نوسنگی به ویژه در خاور نزدیک، این نظریه را که یکجانشینی پیش از دوران نوسنگی به وجود آمده میسر ساخته‌است. به گفتهٔ فلانری، کشاورزی و یکجانشینی احتمالاً مستقل از هم به وجود آمده‌اند و امکان دارد با هم ارتباط چندانی نداشته باشند.
معمولاً تفاوت مهم دوران میان‌سنگی و دوران نوسنگی در وجود «محیط مصنوع معمارانه»[یادداشت] دانسته می‌شود. تغییر سرپناه آدمی از محیط طبیعی به محیط مصنوع خود موجب پدید آمدن روشی بکر از زندگی شد. به گفته هلمز، یکجانشینی بخشی از تغییر نگرشی بزرگتر به شناخت افراد از دیگران (از جمله حیوانات، خویشان، و غریبه‌ها) بوده‌است. یکجانشینی، که بین ده تا بیست هزار سال پیش شروع شد، امری نسبتاً جدید در تاریخ بیش از یک میلیون سالهٔ زندگی بشری است.
کشاورزی نیز در این میان نقش داشته‌است، چرا که در زندگی کشاورزی زمان—که برای کاشت‌وبرداشت امری ضروری است—و به تبع آن تاریخ نقشی مهم‌تر در زندگی بازی می‌کنند. در جوامع کشاورزی مردگان به موضوعی برای معناسازی‌های نمادین تبدیل می‌شوند و به آن‌ها نقش نیاکانی داده می‌شود که می‌توان برای به خاطرسپاری آنها سازه‌های یادمانی ساخت. به گفته واتکیز محیط زندگی درین دوران به «انبار نمادها» تبدیل می‌شود. محوطه‌های آیینی اطلاعاتی در مورد رفتارهای مطلوب در خود داشتند—امری که در دوران بعدی بر عهده نوشتن بود—و مکان‌های مقدس از اماکن مربوط به زندگی روزمره تفکیک شدند. برخی انقلاب نوسنگی را انقلاب تولید غذا نیز خوانده‌اند.

## ابداعات
از اختراع‌های این عصر می‌توان به چرخ و قایق اشاره کرد. همچنین یکجانشینی و پیدایش نخستین روستاها در این دوره رخ داد. انسان‌ها در این روستاها از راه کشاورزی، باغداری، بوستان کاری و دامپروری زندگی می‌کردند و به ریسندگی و بافندگی و سفالگری نیز می‌پرداختند. برخی جانوران اهلی شدند، مانند اسب. یکجانشینی نیازمند توسعهٔ بناسازی بود و کشاورزی نیازمند آبیاری و آب‌رسانی بود. با افزایش تولید مواد کشاورزی، رفاه انسان بیشتر شد. همچنین جمعیت رشد پیدا کرد. تراکم جمعیت به‌تدریج موجب تنش‌ها، برخوردها و پراکندگی‌ها و مهاجرت‌هایی شد که مسیر تاریخ بشر را یکسره تغییر داد. همچنین، در جمجمه‌های به‌دست‌آمده از عصر نوسنگی، آثاری از برداشته شدن تکه‌هایی از کاسهٔ سر و احتمالاً جراحی مغز دیده شده‌است.
قدیمی‌ترین آثار این دوره در ایران مربوط به مکان باستانی تپهٔ گنج‌دره و آسیاب در نزدیکی کرمانشاه، و علی‌کش در ایلام است.
بنای استون‌هنج در جنوب شرقی انگلستان متعلق به همین دوره است.
ظرف شراب متعلق به حدود ۴٬۵۰۰ سال پیش از میلاد در تپه حاجی فیروز نقده به عنوان نخستین وسیلهٔ شراب‌سازی موجود در دوران نوسنگی کشف گردید.

## تقسیم‌بندی‌ها
دورهٔ نوسنگی را نخستین بار کتلین کنیان که حفاری باستان‌شناسی شهر اریحا را بر عهده داشت با توجه به ساخت سفال تقسیم‌بندی کرد:
- نوسنگی پیش‌ازسفال: مراحل آغازین دوران نوسنگی در آسیای غربی، به‌ویژه سرزمین شام در سوریه و فلسطین است که در آن یکجانشینی و کشاورزی و دامپروری رواج یافته بود، ولی هنوز از سفال استفاده نمی‌شد.[۱۲]
  - نوسنگی پیش از سفال آ از حدود ۱۱٬۵۰۰ تا ۱۰٬۰۰۰ سال پیش که خانه‌ها عمدتاً گرد بودند و
  - نوسنگی پیش از سفال ب از حدود ۹٬۶۰۰ تا ۸٬۰۰۰ سال پیش که استفاده از ابزار چخماقی رواج یافت و خانه‌ها کم‌کم چندضلعی شدند.
- نوسنگی با سفال از حدود ۸٬۴۰۰ تا ۶٬۵۰۰ سال پیش که فرهنگ‌هایی متشخص، مثل فرهنگ حلف در شمال میانرودان و آناتولی و فرهنگ عبید در جنوب میانرودان به‌وجود آمده بودند و آثاری از جنس سفال می‌ساختند.

در بعضی محوطه‌ها دوران نوسنگی با سفال را به دو دورهٔ نوسنگی با سفال آ (PNA) و نوسنگی با سفال ب (PNB) تقسیم می‌کنند.

## نگارخانه

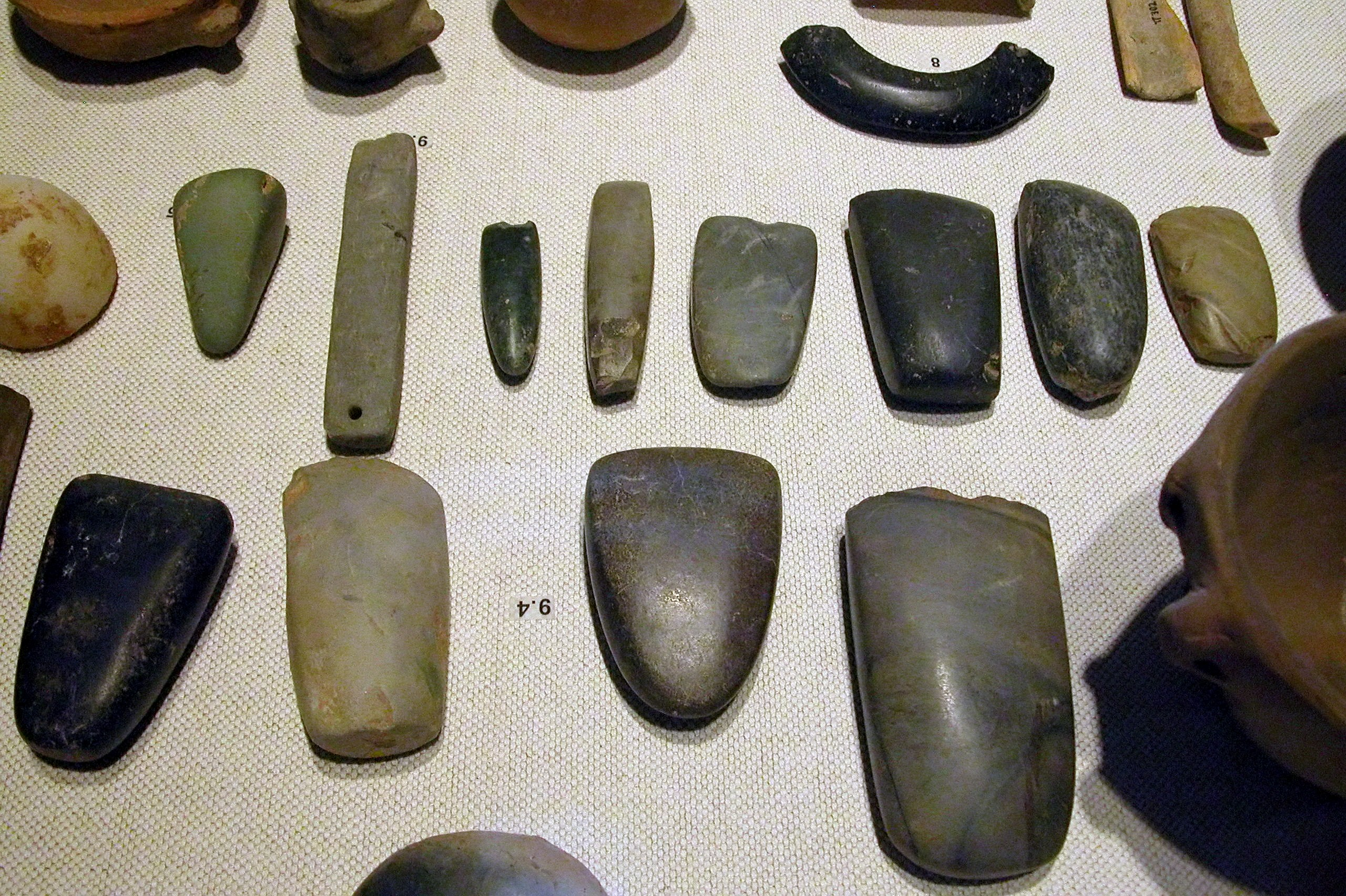
ابزارهای باستانیِ نوسنگی
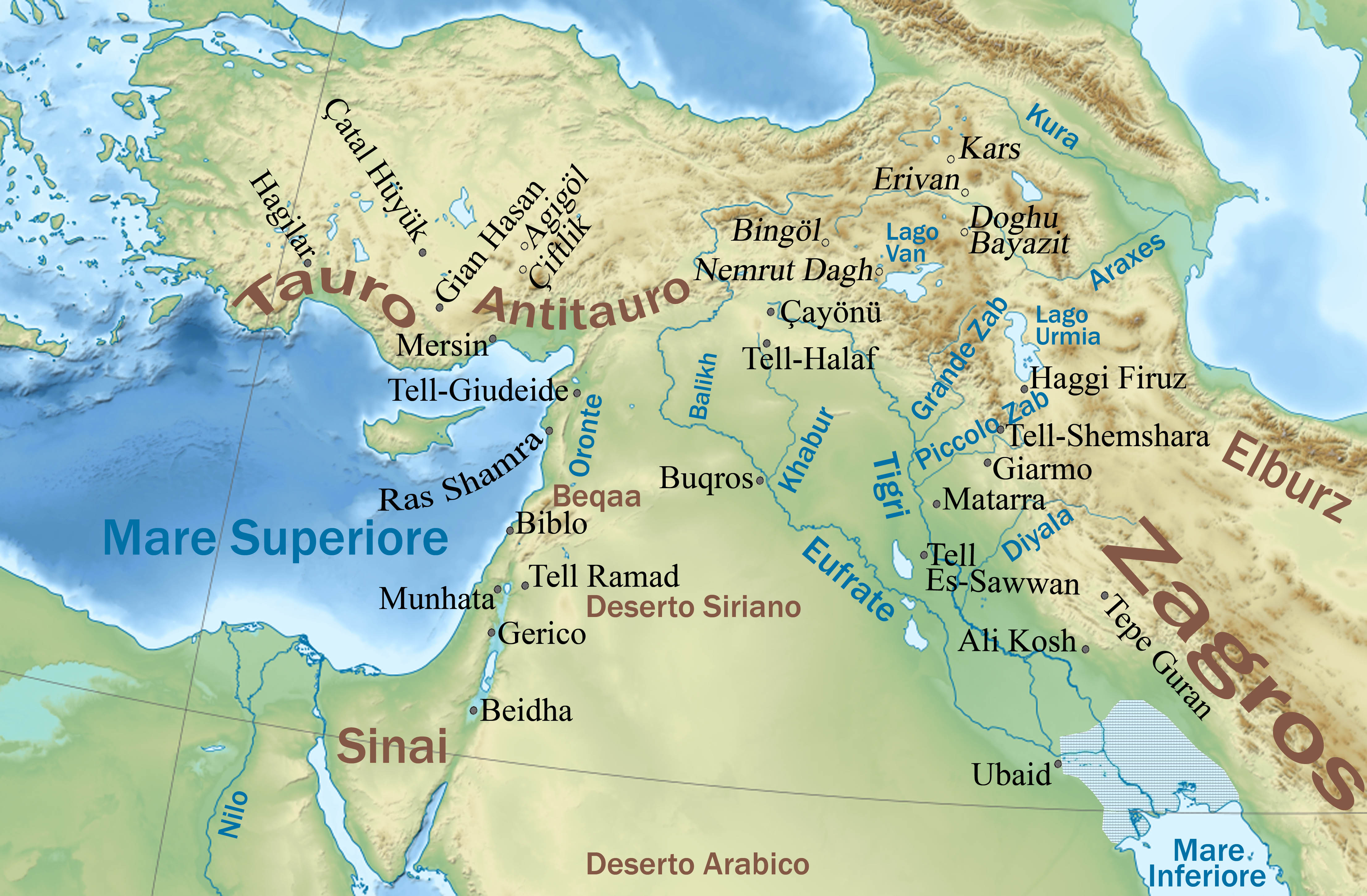
مکان‌های نوسنگی خاورمیانه
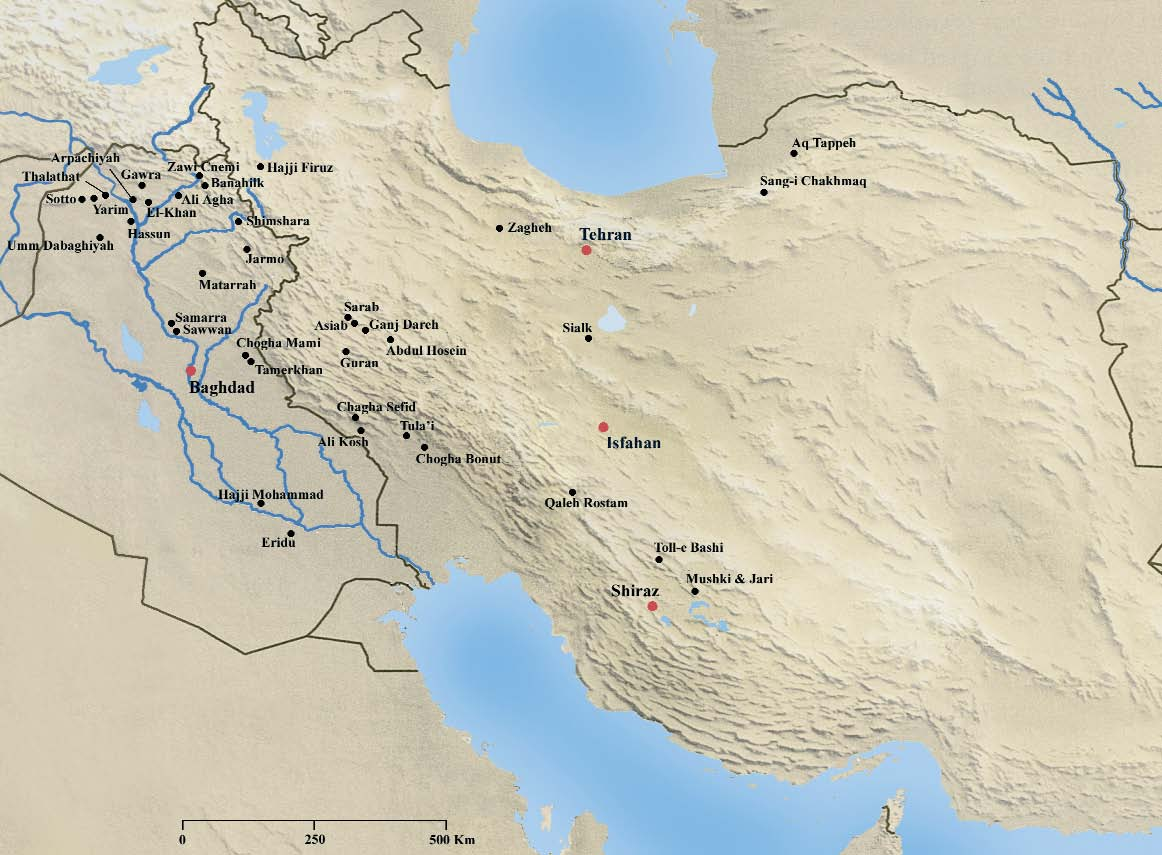
مکان‌های نوسنگی ایران
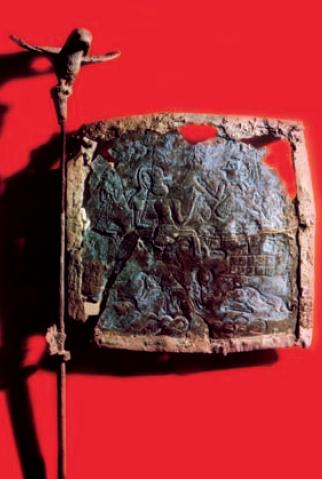
پرچم برنزی کشف‌شده در منطقهٔ شهداد نزدیک کرمان، ایران، هزارهٔ سوم پ.م.
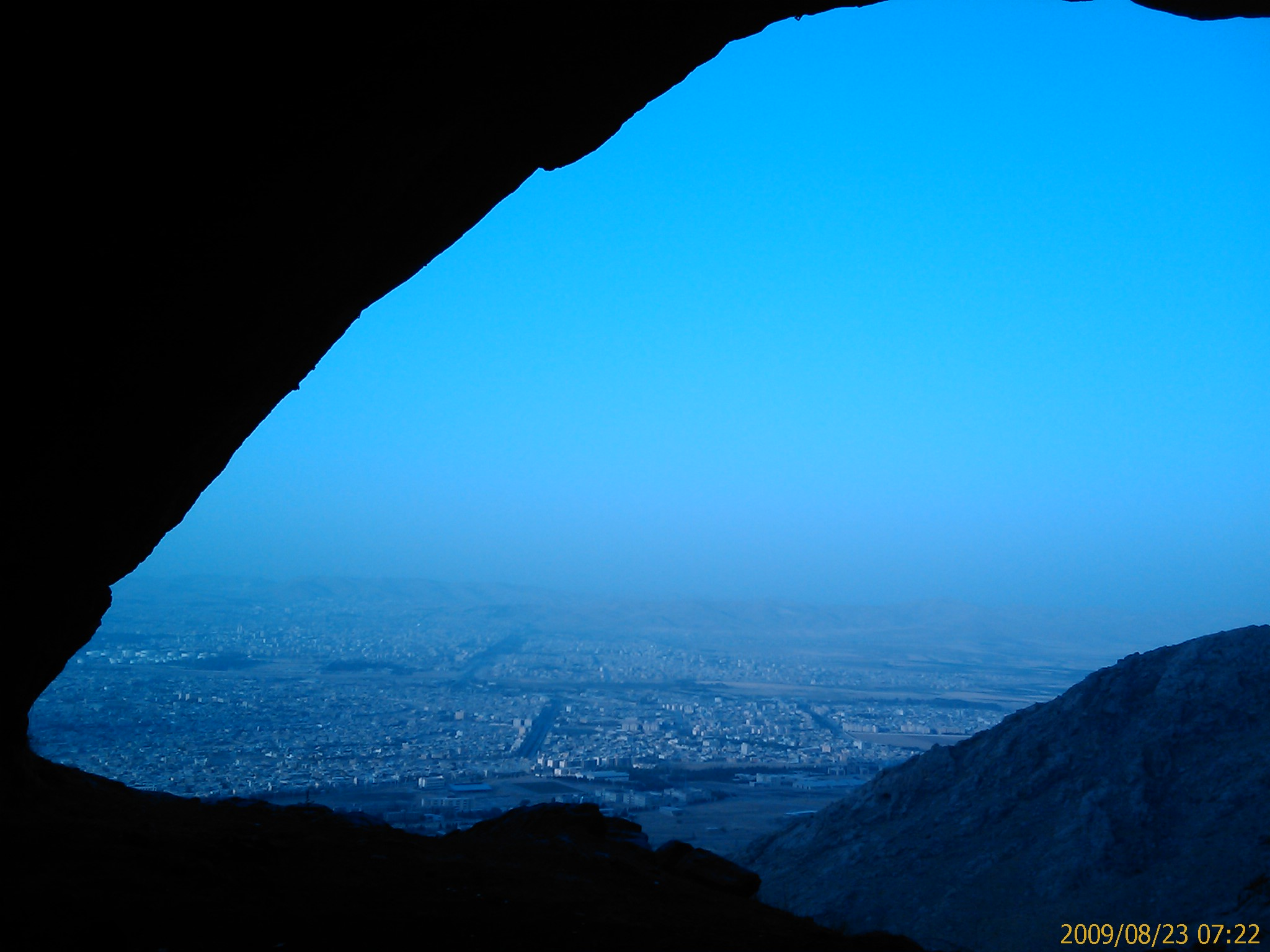
غار دواِشکَفت، از زیستگاه‌های دورهٔ نوسنگی